# Liste der National Historic Sites of Canada in Manitoba
Diese Liste beinhaltet alle Bauwerke, Objekte und Stätten in der kanadischen Provinz Manitoba, die den Status einer National Historic Site of Canada (frz. lieu historique national du Canada) besitzen. Das Historic Sites and Monuments Board of Canada, als Behörde im Geschäftsbereich des kanadischen Bundesumweltministeriums, nahm bisher 57 Stätten in diese Liste auf.(Stand: Juni 2012) Von diesen Stätten werden zurzeit neun von Parks Canada verwaltet.

## National Historic Sites
| Historische Stätte                                           | Datum                     | Kenn- zeichnung | Standort                                                        | Beschreibung | Foto                                                         |
| ------------------------------------------------------------ | ------------------------- | --------------- | --------------------------------------------------------------- | --- | ------------------------------------------------------------ |
| Bahnhof Miami                                                | 1905 (Bauende)            | 1976            | Miami 49° 22′ 12″ N, 98° 14′ 38″ W                              | Hölzernes Bahnhofsgebäude der Canadian Northern Railway in einer ländlichen Siedlung. | Bahnhof Miami                                                |
| Bahnhof Winnipeg (CPR)                                       | 1906 (Bauende)            | 1982            | Winnipeg 49° 54′ 17″ N, 97° 7′ 54″ W                            | Ehemaliger Bahnhof der Canadian Pacific Railway im Beaux-Arts-Stil. | Bahnhof Winnipeg (CPR)                                       |
| BCATP Hangar No. 1                                           | 1941 (Bauende)            | 2001            | Brandon 49° 54′ 16″ N, 99° 56′ 39″ W                            | Gut erhaltenes Beispiel eines Hangars des British Commonwealth Air Training Plan während des Zweiten Weltkriegs. | BCATP Hangar No. 1                                           |
| Brockinton                                                   | ca. 800–1600              | 1973            | Melita 49° 8′ 51″ N, 101° 1′ 47″ W                              | Archäologische Stätte mit Funden dreier verschiedener Kulturen. | Erklärung                                                    |
| Camp Hughes                                                  | 1909 (Eröffnung)          | 2011            | North Cypress 49° 53′ 1″ N, 99° 33′ 5″ W                        | Über 38.000 Kanadier erhielten hier vor dem Ersten Weltkrieg ihre militärische Grundausbildung; viele von ihnen kämpften im April 1917 in der Schlacht bei Arras.                                                                  | Camp Hughes                                                  |
| Churchill Rocket Research Range                              | 1956 (Inbetriebnahme)     | 1988            | Churchill 58° 44′ 3″ N, 93° 49′ 13″ W                           | Die Churchill Rocket Research Range, ein stillgelegter Raketenstartplatz, war lange Zeit Kanadas führendes Zentrum zur Erforschung der oberen Atmosphäre.                                                                          | Churchill Rocket Research Range                              |
| Confederation Building                                       | 1912 (Bauende)            | 1976            | Winnipeg 49° 53′ 55″ N, 97° 8′ 19″ W                            | Zehngeschossiges Bürogebäude, von den frühen Bauten Louis Sullivans inspiriert. | Confederation Building                                       |
| Dalnavert                                                    | 1895 (Bauende)            | 1990            | Winnipeg 49° 53′ 9″ N, 97° 8′ 31″ W                             | Wohnhaus im Queen-Anne-Stil; ursprünglich für Hugh John Macdonald erbaut, heute ein Museum der Manitoba Historical Society. | Dalnavert                                                    |
| Dominion Exhibition Display Building II                      | 1913 (Bauende)            | 1999            | Brandon 49° 49′ 53″ N, 99° 57′ 27″ W                            | Hölzernes Ausstellungsgebäude; das einzige erhalten gebliebene Gebäude, die für die zwischen 1879 und 1913 jährlich durchgeführte Dominion Exhibition erbaut worden war.                                                           | Dominion Exhibition Display Building II                      |
| First Homestead in Western Canada                            | 1872 (Bauende)            | 1945            | Portage la Prairie 50° 3′ 45″ N, 98° 17′ 8″ W                   | Standort der ersten Farm im Westen Kanadas, die gemäß dem neuen Katasterplan der Bundesregierung errichtet wurde. |                                                              |
| Ehemalige Portage La Prairie Indian Residential School       | 1915 (Bauende)            | 2021            | Winnipeg 49° 57′ 44″ N, 98° 19′ 23″ W                           | Eins der wenigen erhaltenes Beispiel einer Internatsschule aus dem Zwangssystem der Residential Schools. Inzwischen ist das National Indigenous Residential School Museum of Canada in diesem Gebäude untergebracht.               | Ehemalige Portage La Prairie Indian Residential School       |
| Exchange District                                            | 1880 (Gründung)           | 1996            | Churchill 49° 53′ 53″ N, 97° 8′ 9″ W                            | Lagerhaus- und Geschäftsviertel aus der Zeit der Jahrhundertwende mit rund 150 Gebäuden; umfasst zahlreiche architektonisch bedeutende Bauwerke.                                                                                   | Exchange District                                            |
| Fort Dauphin                                                 | 1741 (Gründung)           | 1943            | Winnipegosis 51° 39′ 18″ N, 99° 55′ 19″ W                       | Standort eines Forts, das Pierre Gaultier de La Vérendrye auf Wunsch der Cree und der Assiniboine errichten ließ. | Fort Dauphin                                                 |
| Fort Dufferin                                                | 1872 (Gründung)           | 1937            | Emerson 49° 1′ 50″ N, 97° 12′ 7″ W                              | Hauptlager der Kommission für die Vermessung der kanadisch-amerikanischen Grenze; später Ausgangsbasis der North-West Mounted Police, um den Westen unter Kontrolle zu bringen.                                                    | Fort Dufferin                                                |
| Fort Garry Hotel                                             | 1913 (Bauende)            | 1981            | Winnipeg 49° 53′ 16″ N, 97° 8′ 12″ W                            | Von der Grand Trunk Pacific Railway erbautes Eisenbahnhotel im Neorenaissance-Stil. | Fort Garry Hotel                                             |
| Fort La Reine                                                | 1738 (Gründung)           | 1925            | Portage la Prairie 49° 57′ 4″ N, 98° 19′ 38″ W                  | Früherer Standort eines französischen Forts am Nordufer des Assiniboine River; das wichtigste von Pierre Gaultier de La Vérendrye erbaute Fort.                                                                                    | Fort La Reine                                                |
| Fort Prince of Wales                                         | 1731 (Gründung)           | 1920            | Churchill 58° 47′ 50″ N, 94° 12′ 48″ W                          | Durch die Hudson’s Bay Company in der Tundra erbautes Fort für den Pelzhandel. | Fort Prince of Wales                                         |
| Forts Rouge, Garry und Gibraltar                             | 1738/1807/1821 (Gründung) | 1924            | Winnipeg 49° 53′ 16″ N, 97° 8′ 7″ W 49° 53′ 58″ N, 97° 7′ 33″ W | Standort dreier Pelzhandelsforts nahe dem Zusammenfluss von Red River und Assiniboine River (nur das Nordtor von Fort Garry ist erhalten geblieben).                                                                               | Forts Rouge, Garry und Gibraltar                             |
| Frühe Wolkenkratzer in Winnipeg                              | 1912–1918 (Bauphase)      | 1981            | Winnipeg 49° 49′ 53″ N, 99° 57′ 27″ W                           | Gruppe dreier hoher Bürogebäude (Union Trust Tower, Confederation Building, Bank of Hamilton) im Exchange District; geprägt von der Chicagoer Schule; erste Phase des modernen Stadtzentrums.                                      | Frühe Wolkenkratzer in Winnipeg                              |
| Holy Trinity Anglican Church                                 | 1884 (Bauende)            | 1990            | Winnipeg 49° 53′ 33″ N, 97° 8′ 32″ W                            | Bemerkenswertes Beispiel neugotischer Architektur und ein Wahrzeichen Winnipegs. | Holy Trinity Anglican Church                                 |
| Inglis-Getreideheber                                         | 1922–1941 (Bauphase)      | 1995            | Shellmouth-Boulton 50° 56′ 38″ N, 101° 14′ 57″ W                | Fünf aus Holz erbaute Getreideheber parallel zu den Bahngleisen; seltene Zeugnisse des „Goldenen Zeitalters des Getreides“. | Inglis-Getreideheber                                         |
| Konvent der Grauen Nonnen                                    | 1851 (Bauende)            | 1958            | Winnipeg 49° 53′ 16″ N, 97° 7′ 23″ W                            | Ehemaliges Kloster der „Grauen Nonnen“, erstes Missionshaus dieser Art im Westen Kanadas sowie herausragendes Beispiel des Fachwerkbaus; heute Museum der frankophonen Kultur Manitobas.                                           | Konvent der Grauen Nonnen                                    |
| Linear Mounds                                                | ca. 900                   | 1973            | Melita 49° 6′ 57″ N, 101° 1′ 4″ W                               | Stätte mit einigen der am besten erhaltenen Hügelgräber des Begräbniskomplexes Devil’s Lake-Sourisford. | Linear Mounds                                                |
| Lower Fort Garry                                             | 1830 (Gründung)           | 1950            | Selkirk 50° 6′ 44″ N, 96° 55′ 55″ W                             | Fort der Hudson’s Bay Company, bedeutendes Versorgungszentrum für den Pelzhandel im Westen Kanadas und Ort der Unterzeichnung des Treaty No. 1.                                                                                    | Lower Fort Garry                                             |
| Maison Gabrielle-Roy                                         | 1905 (Bauende)            | 2008            | Winnipeg 49° 53′ 25″ N, 97° 6′ 40″ W                            | Fachwerkhaus, in dem die Schriftstellerin Gabrielle Roy geboren wurde und fast 30 Jahre lebte, in mehreren ihrer Werke beschrieben.                                                                                                | Maison Gabrielle-Roy                                         |
| Manitoba Theatre Centre                                      | 1970 (Bauende)            | 2009            | Winnipeg 49° 53′ 55″ N, 97° 8′ 12″ W                            | Herausragendes Beispiel von Theaterdesign und brutalistischer Architektur in Kanada. | Manitoba Theatre Centre                                      |
| Metropolitan Theatre                                         | 1919 (Bauende)            | 1991            | Winnipeg 49° 53′ 35″ N, 97° 8′ 34″ W                            | Von C. Howard Crane erbauter Kinokomplex; stellvertretend für die kulturelle Bedeutung von Kinos in den 1920er Jahren. | Metropolitan Theatre                                         |
| Miss Davis’ School Residence / Twin Oaks                     | 1866 (Bauende)            | 1962            | St. Andrews 50° 3′ 22″ N, 96° 59′ 17″ W                         | Zweistöckiges Gebäude aus Kalkstein; Schule für Töchter von Siedlern und Angestellten der Hudson’s Bay Company; bekanntes Beispiel der Architektur des 19. Jahrhunderts am Red River.                                              |                                                              |
| Neepawa Court House / Beautiful Plains County Court Building | 1884 (Bauende)            | 1981            | Neepawa 50° 13′ 44″ N, 99° 27′ 54″ W                            | Zweistöckiges Gerichtsgebäude aus Ziegelsteinen; stellvertretend für multifunktionale öffentliche Gebäude des späten 19. Jahrhunderts.                                                                                             | Neepawa Court House / Beautiful Plains County Court Building |
| Neubergthal Street Village                                   | 1876 (Gründung)           | 1989            | Rhineland 49° 4′ 28″ N, 97° 28′ 57″ W                           | Beispiel einer Siedlung der Mennoniten in der kanadischen Prärie. |                                                              |
| Norway House                                                 | 1825 (Gründung)           | 1932            | Norway House 53° 59′ 23″ N, 97° 49′ 2″ W                        | Überreste eines Forts der Hudson’s Bay Company nahe dem Nelson River; wichtigster Pelzhandelsposten des Unternehmens im Landesinnern, zeitweise Zwischenziel des York Factory Express und Ort der Unterzeichnung des Treaty No. 5. | Norway House                                                 |
| Pantages Playhouse Theatre                                   | 1914 (Bauende)            | 1985            | Winnipeg 49° 53′ 56″ N, 97° 8′ 16″ W                            | Ehemaliges Vaudeville-Theater; eines der besten Theater Kanadas in dieser Ära. | Pantages Playhouse Theatre                                   |
| Portage La Prairie Public Building                           | 1898 (Bauende)            | 1983            | Portage la Prairie 49° 58′ 21″ N, 98° 17′ 11″ W                 | Als Postamt, Zollhaus und Steuerverwaltung erbaut, heute Rathaus; ein Vertreter kleiner urbaner Postämter des Architekten Thomas Fuller.                                                                                           | Portage La Prairie Public Building                           |
| Ralph Connor House                                           | 1914 (Bauende)            | 2009            | Winnipeg 49° 52′ 38″ N, 97° 9′ 33″ W                            | Haus aus Ziegeln und Steinen, das für Reverend Charles Gordon erbaut wurde, der unter dem Pseudonym Ralph Connor religiös geprägte Abenteuerromane schrieb.                                                                        | Ralph Connor House                                           |
| Red River Floodway                                           | 1968 (Bauende)            | 2000            | Winnipeg 50° 5′ 24″ N, 96° 56′ 3″ W                             | Hochwasserentlastungskanal, der überschüssiges Wasser des Red River und des Assiniboine River aufnimmt und somit die Stadt Winnipeg vor Überschwemmungen bewahrt.                                                                  | Red River Floodway                                           |
| Riding Mountain Park East Gate Registration Complex          | 1936 (Bauende)            | 1992            | Riding-Mountain-Nationalpark 50° 40′ 58″ N, 99° 33′ 20″ W       | Drei Gebäude aus Baumstämmen am östlichen Eingang des Parks; national bedeutendes Beispiel für rustikale Architektur in kanadischen Nationalparks in den 1930er Jahren.                                                            | Riding Mountain Park East Gate Registration Complex          |
| Riel-Haus                                                    | 1881 (Bauende)            | 1976            | Winnipeg 49° 49′ 9″ N, 97° 8′ 10″ W                             | Haus am Ostufer des Red River, in dem Louis Riel 1885 nach seiner Hinrichtung aufgebahrt wurde. | Riel House                                                   |
| Roslyn Court Apartments                                      | 1909 (Bauende)            | 1991            | Winnipeg 49° 52′ 50″ N, 97° 8′ 49″ W                            | Fünfgeschossiger Wohnblock aus roten Ziegelsteinen, bekanntes Beispiel des Queen-Anne-Stils. | Roslyn Court Apartments                                      |
| St. Andrew’s Anglican Church                                 | 1849 (Bauende)            | 1976            | St. Andrew’s 50° 4′ 0″ N, 96° 58′ 35″ W                         | Älteste erhalten gebliebene Steinkirche und frühestes bekanntes Beispiel neugotischer Architektur im Westen Kanadas. | St. Andrew’s Anglican Church                                 |
| St. Andrew’s Caméré Curtain Bridge Dam                       | 1910 (Bauende)            | 1990            | St. Andrew’s 50° 3′ 58″ N, 96° 58′ 43″ W                        | Weltweit einzige erhalten gebliebene (und einst größte) Brücke mit einem beweglichen Damm. | Caméré Curtain Bridge Dam                                    |
| St. Andrew’s Rectory                                         | 1854 (Bauende)            | 1962            | St. Andrew’s 50° 3′ 58″ N, 96° 58′ 43″ W                        | Typisches Beispiel der Architektur am Red River Mitte des 19. Jahrhunderts. | St. Andrew’s Rectory                                         |
| St. Michael’s Ukrainian Greek Orthodox Church                | 1899 (Bauende)            | 1987            | Stuartburn 49° 4′ 18″ N, 96° 44′ 26″ W                          | Typisches Gotteshaus der Ukrainisch-Orthodoxen Kirche; Erinnerung an das reiche kulturelle Erbe der ersten ukrainischen Einwanderer.                                                                                               |                                                              |
| Saint-Boniface City Hall                                     | 1905 (Bauende)            | 1984            | Winnipeg 49° 53′ 34″ N, 97° 7′ 14″ W                            | Dreigeschossiges Ziegelsteingebäude mit zentralem Kuppelturm; Rathaus der früher eigenständigen Stadt Saint-Boniface. | Saint-Boniface City Hall                                     |
| Schlacht von Seven Oaks                                      | 1816 (Schlacht)           | 1920            | Winnipeg 49° 55′ 55″ N, 97° 7′ 16″ W                            | Gewalttätige Auseinandersetzung zwischen der Hudson’s Bay Company und der North West Company während des Pemmikan-Kriegs. | Schlacht von Seven Oaks                                      |
| Schwesternhaus des Spitals von Saint-Boniface                | 1928 (Bauende)            | 1997            | Winnipeg 49° 53′ 3″ N, 97° 7′ 27″ W                             | Wohnheim der Krankenschwestern des Spitals von Saint-Boniface; wichtiger Beitrag zur Entwicklung der Krankenpflege. | Schwesternhaus des Spitals von Saint-Boniface                |
| Sea Horse Gully Remains                                      |                           | 1969            | Churchill 58° 45′ 58″ N, 94° 15′ 46″ W                          | Bedeutende Fundstätte der Dorset-Kultur. |                                                              |
| Souris-Assiniboine Posts                                     | 1793–1824                 | 1927            | Wawanesa 49° 35′ 58″ N, 99° 41′ 2″ W                            | Bedeutende Pelzhandelsposten der North West Company und der Hudson’s Bay Company am Zusammenfluss von Souris River und Assiniboine River.                                                                                          |                                                              |
| The Forks                                                    |                           | 1974            | Winnipeg 49° 4′ 18″ N, 96° 44′ 26″ W                            | Traditioneller Versammlungsplatz am Zusammenfluss von Red River und Assiniboine River. | The Forks                                                    |
| Ukrainian Catholic Church of the Immaculate Conception       | 1938 (Bauende)            | 1996            | Springfield 50° 0′ 14″ N, 96° 46′ 22″ W                         | Beeindruckendes Kirchengebäude der Ukrainischen Griechisch-Katholischen Kirche; eine der ambitiösesten und vollkommensten Kirchenbauten, die von Reverend Philip Ruh entworfen wurden.                                             |                                                              |
| Ukrainian Catholic Church of the Resurrection                | 1939 (Bauende)            | 1996            | Dauphin 51° 8′ 30″ N, 100° 3′ 41″ W                             | Kirchengebäude der Ukrainischen Griechisch-Katholischen Kirche aus Beton, das Vorbildern in Kiew nachempfunden ist. | Ukrainian Catholic Church of the Resurrection                |
| Ukrainian Labour Temple                                      | 1919 (Bauende)            | 2008            | Winnipeg 49° 55′ 5″ N, 97° 8′ 55″ W                             | Neoklassizistisches Versammlungsgebäude; soziales und politisches Zentrum der ukrainischen Einwanderer sowie eines der Zentren des Winnipeg-Generalstreiks von 1919.                                                               | Ukrainian Labour Temple                                      |
| Walker Theatre                                               | 1907 (Bauende)            | 1991            | Winnipeg 49° 53′ 45″ N, 97° 8′ 37″ W                            | Theatergebäude des frühen 20. Jahrhunderts, Versammlungsort von Gewerkschaften und feministischen Organisationen. | Walker Theatre                                               |
| Wasyl Negrych Pioneer Homestead                              | 1910 (Bauende)            | 1996            | Gilbert Plains 51° 18′ 26″ N, 100° 27′ 2″ W                     | Beispiel einer der ersten und am besten erhaltenen Farmen ukrainischer Einwanderer in Kanada. |                                                              |
| Winnipeg Law Courts                                          | 1916 (Bauende)            | 1981            | Winnipeg 49° 53′ 12″ N, 97° 8′ 48″ W                            | Monumentales Gerichtsgebäude im neoklassizistischen Stil; beeindruckendes Symbol des Justizwesens von Manitoba. | Winnipeg Law Courts                                          |
| Winnipeg Union Station (CNR)                                 | 1911 (Bauende)            | 1976            | Winnipeg 49° 53′ 20″ N, 97° 8′ 3″ W                             | Bahnhof der Canadian National Railway (heute VIA Rail) im Beaux-Arts-Stil. | Winnipeg Union Station                                       |
| York Factory                                                 | 1684 (Gründung)           | 1936            | Division No. 23 57° 0′ 10″ N, 92° 18′ 17″ W                     | Ehemaliges Hauptquartier der Hudson’s Bay Company (bis 1957). | York Factory                                                 |